# The Secret Foe
Pour plus de détails, voir Fiche technique et Distribution.
The Secret Foe (littéralement, L'Ennemi secret) est un film muet américain réalisé par Lynn Reynolds, sorti en 1916.

## Fiche technique
- Titre : The Secret Foe
- Réalisation : Lynn Reynolds
- Scénario : Lynn Reynolds
- Producteur : Carl Laemmle
- Société de production :  Universal Film Manufacturing Company
- Société de distribution :  Universal Film Manufacturing Company
- Pays d'origine :  États-Unis
- Langue : film muet avec les intertitres en anglais
- Métrage : 600 m (2 bobines)
- Format : Noir et blanc — 35 mm — 1,33:1 — Muet
- Genre : Film dramatique, Thriller
- Durée : 20 minutes
- Dates de sortie : 
  -  États-Unis : 23 mars 1916

## Distribution
- Myrtle Gonzalez : Mary Page
- Alfred Allen : M. Page, le père de Mary
- Fred Church : Dr. Harvey Willis
- Val Paul (en) : Courtney Dynes
- Helen Wright (en) : Jessica Page